# Velocipede II
Velocipede II is een computerspel dat werd ontwikkeld en uitgegeven door Players Software . Het spel werd uitgebracht in 1986 voor de platforms Commodore 64. 

## Gameplay
Het spel scrolt zijwaarts van links naar rechts. De speler zit op een geavanceerde fiets, genaamd de 'Velocipede II'. In totaal zijn er vier levels die binnen een tijdslimiet voltooid moeten worden. De speler kan controle houden over de snelheid, maar niet over de verticale positie. Als de speler in een gat valt verliest hij een leven. Als een level is voltooid ontvangt de speler bonuspunten voor de overgebleven tijd. Het spel staat bekend om binnen een paar minuten tot het einde gespeeld te kunnen worden.